# Любэ
«Любэ́» — советская и российская рок-группа, основанная 14 января 1989 года композитором Игорем Матвиенко, лидером и солистом которой является Николай Расторгуев. Творчество коллектива ориентировано на рок-музыку с использованием элементов авторской, народной и военной песни.
Большая часть музыки написана Игорем Матвиенко, а текстов — Александром Шагановым и Михаилом Андреевым.

## История группы
| 1989 | Мы будем жить теперь по-новому или Рок эбаут Люберцы |
| 1990 | Не валяй дурака, Америка!                            |
| 1991 | Атас                                                 |
| 1992 | Кто сказал, что мы плохо жили?..                     |
| 1993 |                                                      |
| 1994 | Зона Любэ                                            |
| 1995 |                                                      |
| 1996 | Комбат                                               |
| 1997 | Собрание сочинений, Песни о людях                    |
| 1998 |                                                      |
| 1999 |                                                      |
| 2000 | Полустаночки                                         |
| 2001 | Собрание сочинений. Том 2                            |
| 2002 | Давай за…                                            |
| 2003 |                                                      |
| 2004 | Ребята нашего полка                                  |
| 2005 | Рассея                                               |
| 2006 |                                                      |
| 2007 |                                                      |
| 2008 | Собрание сочинений. Том 3                            |
| 2009 | Свои                                                 |
| 2010 |                                                      |
| 2011 |                                                      |
| 2012 | 55                                                   |
| 2013 |                                                      |
| 2014 |                                                      |
| 2015 | За тебя, Родина-мать!                                |
| 2016 |                                                      |
| 2017 |                                                      |
| 2018 |                                                      |
| 2019 |                                                      |
| 2020 |                                                      |
| 2021 |                                                      |
| 2022 | Своё                                                 |

Идея создания группы «Любэ» принадлежит продюсеру и композитору Игорю Матвиенко, работавшему в то время в студии популярной музыки «Рекорд» . В 1987 году был создан музыкальный коллектив, творчество которого близко к национально-патриотическому направлению, с элементами фольклора, военной тематики, авторской песни и лирических произведений. Исполнение песен вокальное, с частым использованием бэк-вокалистов на подпевках, в некоторых случаях с развёрнутыми хоровыми партиями. Музыкальное сопровождение опиралось на рок-музыку, с добавлением элементов из русской народной песни, и позже авторскую песню.
Таким образом «Любэ» — советская, затем российская рок-группа-шансон-коллектив музыкальная группа. 

### 1989 год
Изначально Игорем Матвиенко и поэтом Александром Шагановым была разработана концепция, написаны стихи и музыка к песням . Роль вокалиста и лидера группы взял на себя Николай Расторгуев, имевший многолетний опыт работы в коллективах Лейся, песня, Шестеро молодых, Рондо и Здравствуй, песня.
Некоторые песни из репертуара ансамбля Здравствуй, песня, художественным руководителем которого был в своё время Игорь Матвиенко, вошли в первый альбом группы «Любэ».
«Тогда было модно, — говорит Игорь Матвиенко, — чтобы в группе было несколько солистов, да и штат позволял. После того, как из коллектива ушёл Сергей Мазаев, мы стали искать ему замену. Среди прочих пришёл молодой упитанный человек по имени Николай Расторгуев, который внешне ну никак не вписывался в формат рок-бэнда. Жанр требовал худых, измождённых музыкантов, а тут — такой крепыш… Однако он выучил песни из репертуара „Здравствуй, песня“ и пришёл на второе прослушивание. Я почему-то был настроен против него. Увидев это, Николай, конечно, расстроился и удивился: как это так, выучил песни, хорошо спел, а в коллектив не берут? Спел он действительно блестяще. В итоге Коля меня убедил, что он просто необходим группе, и оказался прав. Кстати, песни „Дядя Вася“, и „Тётя доктор“ из репертуара „Здравствуй, песня“ в исполнении Расторгуева вошли в первую пластинку „Любэ“. Николай доказал, что он артист высочайшего класса. В этом нет сомнений».
Запись первых песен началась 14 января 1989 года в студии «Звук» (руководитель Андрей Лукинов). В работе приняли участие: в качестве вокалиста Николай Расторгуев, гитарист группы «Мираж» Алексей Горбашов, для записи хора были приглашены тенор Анатолий Кулешов и бас Алексей Тарасов, а также сам Игорь Матвиенко как композитор, автор аранжировок и художественный руководитель. С этого момента было решено вести летоисчисление и считать эту дату официальным днём рождения «Любэ». Название группе придумал Николай Расторгуев: слово «любэ» знакомо ему с детства; по его словам, оно происходит от украинского слова «любе» и на молодёжном сленге означает «любое, всякое, разное» показывая, что коллектив в своём творчестве ориентирован на различные жанры и поёт для всех.
Тексты для дебютных произведений «Любэ» писали поэт Александр Шаганов, зарекомендовавший себя по работе с рок-группой «Чёрный кофе» (песня «Владимирская Русь») и Дмитрий Маликов (песня «До завтра»), а также поэт из Томска Михаил Андреев, писавший для матвиенковской группы «Класс» и ленинградской группы «Форум». Первыми записанными песнями стали Люберцы, и Батька Махно». Позже были записаны и другие песни, ставшие со временем популярными: «Дуся-агрегат», Атас, «Не губите, мужики» и т. д.
Первый гастрольный тур «Любэ» начался в конце марта 1989 года.  Концертный состав группы был следующим: Николай Расторгуев — вокал, Александр Николаев — бас-гитара, Вячеслав Терешонок — гитара, Ринат Бахтеев — ударные, Александр Давыдов — клавишные. Правда, в таком составе группа просуществовала недолго, и уже через год произошла смена музыкантов.
14 октября 1989 года группа «Любэ» выступила на музыкальной паузе во 2-й игре « Что? Где? Когда?» с песней «Рулетка».
В декабре 1989 было получено приглашение на выступление в «Рождественских встречах» Аллы Пугачёвой. К участию в этом концерте относится и сценический образ солиста группы Николая Расторгуева — военная форма образца 1939 года, взятая напрокат в театре Советской Армии для исполнения песен «Атас» и «Не губите, мужики». Идея принадлежала Алле Борисовне Пугачёвой. Многие тогда считали солиста «Любэ» отставным военным, на самом деле он даже в армии не служил. Сама форма со временем получила изменения: обычную офицерскую портупею, в которой было первое выступление, сменила портупея с пятиконечной звездой в виде эмблемы Красной Армии, а ещё позже появился и нагрудный знак с надписью «Любэ» на фоне государственного флага России.

### 1990 год
В 1990 году вышел магнитоальбом с первыми песнями группы под названием «Мы будем жить теперь по-новому или рок эбаут Люберцы», ставший прототипом первого альбома, который позже войдёт в официальную дискографию «Любэ».
С выходом этих первых песен «Любэ» Игорь Матвиенко основывает свой продюсерский центр, от имени которого теперь будет выпускаться вся продукция композитора, «Любэ» стали первым коллективом данного центра.
В этом же году происходит смена музыкантов в группе: место за ударными инструментами занял Юрий Рипях, за клавишными — Виталий Локтев. В качестве ещё одного гитариста приглашают Александра Вайнберга.
Первая песня группы «Любэ», которая стала лауреатом фестиваля Песня Года — это «Атас». Тогда съёмки проходили в студии Останкино. И по тому, как звучала наша песня, как выступил Коля и музыканты «Любэ», как аплодировали зрители, когда мы получали дипломы, у меня сложилось такое впечатление, что среди всех песен, которые прозвучали на фестивале, среди всех песен того года песня «Атас» была самой яркой…

Александр Шаганов (www.radiodacha.ru; 31.08.2010)
Первый год творческой деятельности «Любэ» ознаменовался выходом музыкантов на эстраду, появлением на телевидении и распространением песен в киосках продаж звукозаписей. Коллектив стал узнаваем, выступал в транслируемых по всей стране программах и передачах: «Что, Где, Когда», «Рождественские встречи» Аллы Пугачёвой; группа становится лауреатом ежегодного песенного всесоюзного конкурса Песня-90 с песней «Атас»

### 1991 год
В 1991 году была выпущена пластинка (LP) с дебютным альбомом «Атас», песни которого: «Батька Махно», «Станция Таганская», «Не губите, мужики», «Атас», «Люберцы» и др. были уже хорошо знакомы по телевидению, радио и концертам. Запись была осуществлена на студии «Звук» и студии Московского Дворца Молодёжи. Из-за технических особенностей виниловый носитель не вместил весь альбом целиком, (вошли только 11 из 14 песен). Позже на прилавках магазинов появился компакт-диск и аудиокассета с полноформатным первым альбомом. Пластинка «Атас» стала самой продаваемой среди отечественных грампластинок за 1992 год.
В оформлении обложки альбома художник Владимир Волегов сделал стилизацию группы под военизированный отряд времён гражданской войны 1917—1920 гг., передвигающийся на тачанке с пулемётом по селу, тем самым проведя параллель с хитом группы «Батька Махно».
Несмотря на выпуск своего первого официального альбома, коллектив занимается записью новых песен, активно гастролирует. Экономя студийное время Игорь Матвиенко записывает музыкальные партии и аранжировки, приглашая сессионных музыкантов, в то время как группа находится на концертах.
Один раз Игорь Матвиенко позвонил мне по телефону из Москвы и попросил: «Горим по времени, срочно выручай, старик. Мы с «Любэ» едем на запись в студию. Постарайся набросать хотя бы несколько запевов». И прямо по телефону наиграл мне несколько аккордов будущей песни. Дал студийный номер телефона. Говорит, будем ждать. А мы с родственниками собрались в этот день на сад картошку сажать. Я уже и оделся соответственно, в дверях буквально стоял, когда телефон зазвонил. Ну что, лопату в сторону, сел за стол, стал думать. Так на кураже, на азарте появилась песня "Трамвай «пятёрочка»".
(Михаил Андреев, www.akkords.ru)
В марте 1991 года, в СК «Олимпийский» была проведена серия концертов с программой под названием «Вся власть — Любэ!» при поддержке фирмы «ЛИС’С» (собственник Сергей Лисовский) в которую вошли уже популярные песни, такие как: «Атас», «Люберцы», «Батька Махно», так и новые, ранее не издававшиеся и не транслировавшиеся по радио и телевидению песни: «Не валяй дурака, Америка», «Тулупчик заячий», «Помилуй, Господи, нас, грешных и спаси…» и др. В поддержку программы будет выпущена видеоверсия одноимённого концерта:
Особенной чертой рынка звукозаписи того времени был и остаётся неконтролируемый поток нелицензированной аудиопродукции. Не избежала этого и группа «Любэ». Первые песни нового планируемого альбома были украдены и распространялись без разрешения «Любэ» на аудионосителях. В целях сократить убытки ПЦ Игоря Матвиенко выпускает собственную, пилотную, версию второго альбома под названием «Не валяй дурака, Америка» (по другой версии один из ранних альбомов группы был специально отдан пиратским компаниям для раскрутки).
Впервые «Любэ» приступает к съёмкам своего официального видеоклипа (хотя ранее уже были сняты клипы на песню «Клетки» из дебютного альбома и англоязычную песню «No More Barricades», которые не входят в официальный видеоряд группы). В г. Сочи проходили съёмки на песню «Не валяй дурака, Америка». Технической особенностью создания клипа стало внедрение компьютерной графики с элементами анимации. За режиссуру, компьютерную графику и анимацию отвечал Сергей Баженов (фирма «BS Graphics»). Художником выступил Дмитрий Веников. Клип был «прорисован» на рисовальной коробке «Paintbox» (прообраз современных программ компьютерной графики). Режиссёром съёмок стал Кирилл Круглянский (компания «Русская тройка видео»). 
Готовый продукт был показан зрителю в 1992 году. Позже известный музыкальный обозреватель Артемий Троицкий отправил видеоклип на международный фестиваль «Midem» в Каннах (без уведомления участников «Любэ»). Так, в 1994 году клип на песню «Не валяй дурака, Америка» получил специальный приз «За юмор и качество визуального ряда» (из 12 членов жюри только двое проголосовали против). По словам обозревателя журнала «Billboard» Джеффа Левензона, на упомянутой ярмарке «MIDEM» клип стал темой острых дебатов, в том числе и юристов, на предмет: является ли клип образцом комического милитаризма, завуалированной пропагандой или искусной пародией.
В самой группе происходит смена состава. Группу покидает Юрий Рипях, на его место приходит барабанщик группы «Гуляй Поле» Александр Ерохин. Вслед за Рипяхом, временно, по семейным обстоятельствам, из «Любэ» уходит бас-гитарист Александр Николаев, бас-гитару в составе группы стал осваивать Сергей Башлыков. Появились бэк-вокалисты Евгений Насибулин и Олег Зенин.
В 1991 году группа стала лауреатом Песни-91 («Станция Таганская», Игорь Матвиенко—Александр Шаганов).

### 1992 год
В 1992 году группа выпустила второй альбом «Кто сказал, что мы плохо жили?». Вышедший ещё в 1991 году, промежуточный магнитоальбом обретает полноценный релиз — добавлены ранее не вошедшие песни, выпущен фирменный диск с полиграфией. Работа над альбомом заняла два года. Запись была сделана на студиях звукозаписи Московского Дворца Молодёжи и студии Стаса Намина (SNC). Мастеринг был произведён в Германии, в Мюнхенской студии MSM (режиссёр — Christoph Stickel). Среди наиболее известных песен альбома: «Давай-наяривай», «Не валяй дурака, Америка», «Тулупчик заячий», «Трамвай пятёрочка», «Старый барин».
Позже альбом был перевыпущен. В оформлении диска использовались фото музыкантов группы на фоне старых дворов Москвы, сделанные А. Фадеевым и Е. Военским, а также исторические фотографии 20-30-х гг.
В период выхода второго альбома группу покидает гитарист Александр Вайнберг. Вместе с бэк-вокалистом Олегом Зениным он организовывает группу «Наше дело».
За первые три года существования группа «Любэ» дала около 800 концертов, собрав за это время на своих выступлениях более трёх миллионов человек.

### 1993—1994 годы
Ещё в 1992 году «Любэ» приступают к записи новых песен, отличающихся от песен предыдущих двух альбомов тематикой, качеством звука и преимущественно роковым звучанием в стиле рок-баллад. Вся музыка и аранжировки написаны Игорем Матвиенко. Авторами текстов выступили Александр Шаганов, Михаил Андреев и Владимир Баранов. Для записи музыки были приглашены профессиональные музыканты: гитарист Николай Девлет-Кильдеев (гр. «Моральный Кодекс»), барабанщик Александр Косорунин (гр. «Неприкасаемые», «Рондо»). Хоровой обработкой занимался Анатолий Кулешов (с 1994 года введён в постоянный состав группы «Любэ» в качестве хормейстера и бэк-вокалиста). Хоровые партии исполнялись сборным составом вокалистов, как ранее работавших с «Любэ» (Алексей Тарасов, Евгений Насибулин, Олег Зенин), так и новыми, привлечёнными для участия в записи альбома (Юрий Вишняков, Борис Чепиков — оба входят в «народный клуб любителей русских басов»). Запись и сведение осуществлялись на студии «Мосфильм», режиссёром выступил Василий Крачковский, мастеринг был выполнен немецкой компанией «Audiorent».
После записи песен планировались съёмки видеоклипов на некоторые из них, было решено снять художественный фильм, музыкальными эпизодами которого становятся песни группы «Любэ». В качестве режиссёра фильма был приглашён Дмитрий Золотухин. Съёмки проводились в 1993 году при участии студии «Контакт», «Мосфильм» и «Центральной киностудии детских и юношеских фильмов им. Горького». На главную роль была приглашена актриса Марина Левтова, а также ряд известных актёров театра и кино. По сюжету фильма  в зону заключения приезжает тележурналист Марина Левтова и берёт интервью у заключённых, охранников, детей из детского дома. «Зона Любэ» — это фильм, сделанный к песням. 
Песни альбома отличаются своей разноплановой тематикой: с одной стороны группа продолжает свой стиль, характерный для предыдущих альбомов (песни «Шпарю», «Дорога»), с другой стороны, нововведением стали песни в стиле рок-баллад («Луна», «Младшая сестрёнка»). Особенной в репертуаре группы становится песня «Конь». Записанная без музыкального сопровождения с партиями хора, эта песня уже после выхода альбома станет хитом группы, который многими считается народной песней. Видеозапись выступления с песней «Конь» на фестивале «Звёздный Прибой» в 1994 году в Севастополе позже вошла в официальный сборник видеоклипов группы.
Компакт-диск «Зона Любэ» стал лучшим среди отечественных CD в номинации продюсерской работы и звука по итогам 1994 года в России, удостоен приза «Бронзовый волчок». Обложка и буклет выполнены в виде фотографий из фильма с текстами песен и информацией о записи альбома. 

### 1995—1996 годы
7 мая 1995 года к 50-летию Победы в Великой Отечественной войне была записана и впервые прозвучала в эфире песня военной тематики «Комбат» (Игорь Матвиенко—Александр Шаганов). 
Первое исполнение песни «Комбат» состоялось в Москве, в парке Центрального дома Советской армии на концерте, посвящённом Дню Победы. С песни «Комбат» началась работа над следующим альбомом, а сама песня стала популярным хитом группы и признана в России лучшей песней 1995 года.
В период праздников нового 1996 года на телеканале «ОРТ» был показан музыкальный фильм «Старые песни о главном», в котором Николай Расторгуев исполнил песню «Спят курганы тёмные» (авторство поэта Бориса Ласкина и композитора Никиты Богословского), являющуюся кавер-версией оригинальной песни 1939 года. Позже, во время президентской предвыборной кампании 1996 года, «Любэ» представили новые песни «Улочки московские» и «Скоро дембель». Все эти песни вошли в состав нового альбома, основой которого стала военная тематика.
В мае 1996 года вышел альбом «Комбат», в нём были собраны как новые композиции — «Улочки московские», «Самоволочка», «Главное, что есть ты у меня», так и уже знакомые нескольким поколениям песни, — «Служили два товарища», «Спят курганы тёмные». Впервые при записи альбома все основные партии исполнялись непосредственно музыкантами «Любэ». Запись песен осуществлялась на студии «Любэ» и Н. Расторгуева и на студии «Мосфильм». В записи приняли участие баянист Владимир Пирский (ансамбль «Россия») и гитарист Александр Левшин (работал в группе А. Пугачёвой).  В альбоме присутствуют два дуэта: с Людмилой Зыкиной — «Побеседуй со мной» (создать эту песню предложил Николай Степанов, руководитель ансамбля «Россия», с которым выступала Зыкина) и с Роланом Быковым — кавер-версия песни «Служили два товарища». 
Мне кажется, ради такой песни, как «Комбат», я и был рождён на этот свет, потому что песне больше 10 лет, а она так же популярна. Я был при первом её исполнении в парке ЦДСА (Центральный дом Советской армии). Солдаты говорят, что эта песня поднимает дух. Я общался с офицерами, генералами, судьба как-то свела меня с ныне покойным министром обороны, маршалом Сергеевым. И все они говорили так: «Это та песня, которая нам помогает в нелёгкой работе». (А. Шаганов, www.d-pils.lv)
В поддержку альбома был проведён сольный концерт, транслируемый по телевидению, а также было выступление на «Славянском базаре» в Витебске. На этом же фестивале Николай Расторгуев в дуэте с Людмилой Зыкиной исполнил песню «Побеседуй со мной». Концерты с живым исполнением, что являлось редкостью того времени, не остались незамеченными музыкальной критикой (в частности, журналистами передачи «Акулы пера»). Содержание этого альбома оказалось созвучным с настроением российского общества, переживавшего Чеченскую войну на Кавказе. Песня «Комбат» уверенно заняла первые строчки российских хит-парадов, а сам альбом удостоился в России награды «Лучший альбом 1996 года».
Одновременно с альбомом «Комбат» Николай Расторгуев записывает сольный альбом с песнями британской группы «The Beatles».  Альбом под названием «Четыре ночи в Москве» вышел ограниченным тиражом в 1996 году. Матвиенко выступил одним из музыкантов записи, а продюсером альбома стал сам Николай Расторгуев.
В 1995 году из коллектива ушёл бэк-вокалист Евгений Насибулин (в фильме «Зона Любэ» также являлся гитаристом), он перешёл работать в хор имени Пятницкого. 7 августа 1996 года в автокатастрофе погиб бас-гитарист Александр Николаев, на его место пришёл Андрей Данилин (работал в ВИА «Лейся, песня» с Владимиром Маркиным), которого в 1997 году заменил Павел Усанов.

### 1997—1998 годы
Со временем происходит изменение ориентации группы в сторону большего патриотизма.
Указом Президента Российской Федерации № 1868 от 16 апреля 1997 года Расторгуеву было присвоено звание Заслуженного артиста Российской Федерации.
Весной этого же года вышел промежуточный сборник лучших песен «Любэ» — «Собрание сочинений 1989—1997». В этот сборник вошли лучшие песни группы за 8 лет, кавер-версия песни «Песня о друге» (из к/ф «Путь к причалу») и новая песня «Ребята с нашего двора» из будущего альбома, которая была исполнена на сольном концерте группы, посвящённому Дню Победы (концерт транслировался по телевидению).
5 декабря 1997 года вышел новый альбом «Песни о людях». На заглавную песню альбома «Там, за туманами» режиссёром Олегом Гусевым и оператором Максом Осадчим был снят видеоклип, который впервые появился в телеэфире ещё в ноябре того же года. Лучшими песнями альбома стали: «Там, за туманами», «Годы», «Скворцы». Песня «Ишо» была представлена на Рождественских встречах Аллы Пугачёвой 1998 года, а ранее записанная песня «Ребята с нашего двора» была незначительно изменена при записи альбома, и на неё было снято сразу два видеоклипа (первый — хроника Москвы 1960—1970-х годов, второй снят в 1998 году режиссёром Артёмом Михалковым). Продолжая сотрудничество с Людмилой Зыкиной, для альбома была дуэтом записана знаменитая песня «Течёт река Волга» в сопровождении государственного ансамбля «Россия» под управлением Н. Н. Степанова. В качестве сессионных были приглашены новые и ранее принимавшие участие в записях «Любэ» музыканты, такие как гитарист Н. Девлет-Кильдеев и барабанщик А. Косорунин. Запись производилась на нескольких студиях: «Любэ», «Мосфильм», «Останкино» и «Продюсерский центр Игоря Матвиенко». По своему стилю, текстам, звучанию альбом выдержан в спокойной манере исполнения, с лирическими песнями, без присущих ранним пластинкам резким по характеру песням. 
В начале 1998 года в поддержку альбома «Песни о людях» группа отправилась в концертное турне по городам России и зарубежья. Спонсором тура выступила торговая марка «Пётр Первый». Закончился многодневный тур концертом в ККЗ «Пушкинский» 24 февраля 1998 года. Видео- и аудио-версия этого выступления были выпущены на двух компакт-дисках, аудио- и видеокассетах весной 1998 года под названием «Песни из концертной программы „Песни о людях“». В качестве гитариста на этих концертах выступил Юрий Рыманов, работавший с Расторгуевым ранее в ансамблях «Шестеро молодых» и «Лейся песня». С этого же времени он был включён в состав группы.
В январе 1998 года «Любэ» приняли участие в концерте посвящённом памяти Владимира Высоцкого. На этом выступлении коллектив исполнил две песни: «На братских могилах» и «Песня о звёздах», которые позже войдут в различные сборники группы. Также Николай Расторгуев принял участие в записи песни «Границы» (авторы: Е. Крылатов и А. Панкратов-Чёрный) из фильма «Горячая точка» и кавер-версии песни «Есть только миг» (авторы: А. Зацепин и Л. Дербенёв) из фильме «Земля Санникова» к музыкальному фильму «Старые песни о главном-3». Отдельной стала работа группы в записи песен к музыкальному фильму «На бойком месте» (по пьесе А. Островского). «Любэ» исполнили заглавную песню фильма «Запрягай», а сам Николай Расторгуев исполнил главную роль в фильме. В конце года на ежегодном фестивале Песня годабыла представлена песня в дуэте с Софией Ротару — «Засентябрило» (авторы: В. Матецкий и Е. Небылова).

### 1999—2000 годы
В 1999 году группа «Любэ» отмечала свой десятилетний юбилей. Осенью, при содействии творческо-правового объединения «Таврийские игры», был организован юбилейный тур «Любэ — 10 лет!» по городам Украины с группой «Братья Карамазовы», в поддержку акции «Выбирай будущее!» президента Украины Леонида Кучмы. В сентябре того же года была представлена песня «Полустаночки», впоследствии ставшая заглавной к новому альбому, посвящённому 10-летнему юбилею группы.
Альбом был выпущен 10 мая 2000 года, количество песен совпадает с датой юбилея: десять лет — десять песен. 13 мая состоялся сольный концерт в Москве, в СК «Олимпийский», посвящённый десятилетию группы, на котором были представлены как песни из нового альбома, так и лучшие произведения за 10 лет (всего прозвучало 30 песен). 
Новшеством для репертуара группы стало использование в записи песен духовых инструментов, для этого была собрана духовая группа (эта же группа использовалась в юбилейном концерте). Также в записи участвовал известный аккордеонист Евгений Баскаков и другие музыканты. Запись производилась на студии «Мосфильм». На песню «Солдат» был снят видеоклип с хроникой войн разных лет. Позднее за эту песню «Любэ» получат приз как одну из лучших песен 2000 года, на вручении премии «Золотой Граммофон». Приз был вручён на тот момент командующим 58-й армии Владимиром Шамановым. Также был снят клип на песню «Прорвёмся (Опера)» ставший саундтреком и рекламным роликом к сериалу «Убойная сила». В это же время у группы появляется информационная страница в сети Интернет на сайте центра Игоря Матвиенко.
В 2000 году в группу пришёл гитарист Алексей Хохлов (ранее работал в группе «Рондо»), он заменил временно ушедшего из группы Ю. Рыманова.

### 2001—2002 годы
Из ярких событий группы «Любэ» 2001 года — живой концерт на Красной площади, который состоялся в День Победы, 9 мая. Николай Расторгуев был назначен одним из советников по культуре указом президента В. В. Путина т 8 ноября 2001 года. В этом же году для документального фильма «Russian Army» телепродюсеры из Великобритании купили у группы права на отрывки из песен «Скоро дембель» и «Комбат». Фильм «Российская армия» через некоторое время после окончания съёмок вышел в эфир на 4-м канале английского ТВ.
1 ноября 2001 года вышел сборник «Собрание сочинений. Том 2». В него вошли песни, которые не были включены в первый диск «Собрание Сочинений», а также новые песни: «Ты неси меня, река» из к/ф «Граница. Таёжный роман» (реж. А. Митта) и «Песня о звёздах» В. Высоцкого. 
23 февраля 2002 года впервые в эфире прозвучала песня и был показан клип «Давай за…», написанную Игорем Матвиенко (впервые для группы «Любэ» он выступил одновременно в качестве автора музыки и текста). Песня заняла первые строчки хит-парадов и по итогам стала лучшей песней года. Одноимённый альбом «Давай за…» вышел в марте 2002 года, и уже 18, 19, 20 марта коллектив выступал в Государственном центральном концертном зале «Россия» с новой программой. Альбом был записан в стиле ретро 1960—1970-х годов и делился на две части. Первая — «деревенская»; основные песни: «Берёзы», «Покосы», «Ты неси меня, река». Вторая — «городская», с типичными песнями стилистики тех лет: «Две подружки», «Поёт гитара». Для приближения звучания к ретроспективе были использованы винтажные гитары, микрофоны, электроорган, а для сведения специально приобретён пульт «MCI» 1970-х годов. Получился поп-рок, которым широко пользовались советские ВИА. Для записи партий народных инструментов был приглашён ансамбль «Россия» п/у Н. Н. Степанова. В альбоме также присутствует романс «Это было, было» на стихи Н. Гумилёва и песня «Бабушка», записанная с детским хором ВГТРК. Песни, стиль звучания, оформление обложки альбома — всё указывало на «уход в ретро».
В альбоме по многим причинам хотелось уйти в ретро. А по саунду альбом намного моднее многих современных групп. Мне захотелось сделать для «Любэ» жизнерадостный альбом. Я сознательно отказался даже от очень хороших песен только потому, что они грустные. Альбом получился с уклоном в прошлое. Причём в нём представлена своеобразная ретроспектива стилей ушедшего века. Воспевание радости созидательного труда 30-х, воспоминание о физиках и лириках 60-х, пионерская задушевная песня «Бабушка», шейк про двух подружек однокурсниц, которые не спеша идут по городу, лубочный стиль 70-х, бодрый перестроечный шансон. (Игорь Матвиенко, интервью газете «Аргументы и факты», 2002 г.)
В октябре 2002 года солисту «Любэ» Николаю Расторгуеву было присвоено звание Народного артиста Российской Федерации. 22 октября 2002 года вышел сборник «Юбилей. Лучшие песни» — концертный альбом на двух дисках. Все песни были записаны на «живом» концерте в СК «Олимпийский» в мае 2000 года и добавлены две песни «Давай за…» и «Ты неси меня, река» в живом исполнении с сольного концерта в марте 2002 года. С выходом этого альбома группу на несколько лет покидает гитарист Сергей Перегуда, он уезжает в Канаду, в качестве гитариста в состав коллектива возвращается Юрий Рыманов.

### 2003—2005 годы
В 2003 году группа «Любэ» участвовала в предвыборной кампании блока «Родина». В этот период Николаем Расторгуевым для сериала «Участок» была записана ранее исполненная песня «Берёзы» в дуэте с Сергеем Безруковым.
На V церемонии вручения Премии российской индустрии звукозаписи «Рекорд-2003» в ноябре 2003 года «Альбомом года» была признана пластинка «Давай за…», державшаяся в лидерах продаж почти весь 2002 год.
В 2004 году группа «Любэ» отмечает 15 лет со дня образования. В рамках юбилея планируется выпуск двух альбомов и проведена серия концертов, первые из которых будут посвящены Дню Защитника Отечества. Первым альбомом стал сборник лучших военных песен «Ребята нашего полка», вышедший к 23 февраля 2004 года, в котором были собраны лучшие песни группы на военную тематику. В качестве заглавной была представлена песня на стихи О. Марс «Луговая трава». В сборник были включены песни «Любэ» на военную тематику, песни о войне разных авторов и исполнителей, бонусом была записана песня «Берёзы» в дуэте с С. Безруковым. В качестве бонусного видео была представлена студио-версия клипа «Давай за…». Для оформления альбома были взяты фотографии бойцов одного из подразделений Российской Армии, сделанных для журнала «Русский взгляд» (фотограф Владимир Вяткин). Позже военнослужащие узнали себя на обложках альбома и рассказывали об этом факте на концерте «Любэ».
В этом же году музыкантам группы «Любэ» Анатолию Кулешову (хормейстер и бэк-вокалист), Виталию Локтеву (клавишник и баянист) и Александру Ерохину (барабанщик) были присвоены звания Заслуженных артистов Российской Федерации.
В качестве второго альбома в рамках юбилейной программы стал выпуск альбома «Рассея» с новыми песнями. Релиз состоялся 15 февраля 2005 года. Музыку для альбома написал композитор Игорь Матвиенко. Авторы большинства текстов песен — поэты Александр Шаганов, Михаил Андреев, Павел Жагун. Основными песнями альбома стали заглавная «Рассея» и «Не смотри на часы». Оложка представляет собой историческую карту Российской Империи. На диске представлены дуэты Николая Расторгуева с Никитой Михалковым (песня «Мой конь»), ранее исполненная песня «Берёзы» с Сергеем Безруковым, записанная к 30-летию специального подразделения «Альфа» песня «По высокой траве» совместно с офицерами этой группы и песня «Ясный сокол», которую группа «Любэ» записала с Сергеем Мазаевым и Николаем Фоменко. Также в альбом были включены: кавер-версия раннего хита группы — «Батька Махно», песня «Сестра» неизвестного автора времен Первой мировой войны и «Гимн России» в рок-обработке. В качестве бонус-видео на диске были представлены клипы на песни: «Берёзы» и «По высокой траве».
С выходом альбома была проведена серия концертов в ГЦКЗ «Россия». В концерте помимо новых и старых известных песен был ряд дуэтных композиций: с Сергеем Мазаевым и Николаем Фоменко, Никитой Михалковым, группой «Иванушки International», офицерами группы «Альфа», ансамблем «Белорусские песняры». Песню «Ты неси меня, река (Краса)» вместе с солистом «Любэ» исполнил Игорь Матвиенко.

### 2006—2009 годы
По данным исследовательского холдинга Romir Monitoring на январь 2006 года, 17 % опрошенных назвали «Любэ» лучшей поп-группой, второе и третье место заняли группы «Чай вдвоём» и «ВИА Гра». Как выяснилось, творчество группы «Любэ» нравится в основном мужчинам среднего возраста и людям с высоким уровнем дохода. Постепенно корректировалась и направленность музыкального творчества группы, затронувшего в середине 1990-х годов актуальную военную рок-тематику и дворовый шансон, творчества, во многом переработавшего традиции советской эстрады.
В канун Нового 2007 года группа «Любэ» представила новую песню «Москвички», которая также была включена в ряд новогодних программ. С этой песни началась работа над новым альбомом, которая шла более двух лет.
В 2007 году, к 50-летию Николая Расторгуева, был проведён концерт в Кремлёвском Дворце Съездов. При участии Валерия Сюткина, Сергея Мазаева, Андрея Макаревича, Николая Фоменко, Александра Маршала, Гарика Сукачёва с группой «Неприкасаемые», белорусских «Песняров», «Фабрики», «Иванушек International», Надежды Бабкиной с ансамблем «Русская песня», и др. Была выпущена аудиокнига Любэ «Полное собрание сочинений» — полноформатное издание с историей создания группы, интервью её участников, интересные факты биографии, фотографии и многое другое. Также был выпущен live-концерт на двух дисках «В России», записанный в 2005 году на сольных концертах в ГЦКЗ «Россия». В этом же году на двух видеодисках был представлен сборник видеоклипов группы за всю историю и видеозапись юбилейного концерта к 10-летию коллектива 2000 года. Отдельным тиражом вышел сольный альбом Николая Расторгуева с песнями «The Beatles», альбом является переизданием альбома «Четыре ночи в Москве» 1996 года с дополнением треков и получил название «Birthday (With Love)».
В ноябре 2008 года был выпущен третий том «Собрания сочинений» «Любэ» (первый и второй вышли в 1997 и 1998 годах). В новую пластинку группы вошли хиты из альбомов: «Комбат», «Песни о людях», «Давай за…», «Рассея». Кроме того, на диске были представлены две новых песни группы, записанные в 2008 году — «Заимка» и «Мой адмирал». Песня «Мой адмирал» вошла в саундтрек к фильму «Адмирал», рассказывающему о судьбе адмирала Колчака.
В январе 2009 года группе «Любэ» исполнилось 20 лет. В начале года был анонсирован выход нового альбома, посвящённого этому событию. Перед выходом альбома из группы ушёл гитарист Юрий Рыманов, решивший начать сольную карьеру, а на его место вернулся из Канады Сергей Перегуда.
Характеризуя альбом, Расторгуев назвал некоторые песни уже хорошо известными радиослушателям, например «Заимка», «Если…», «Мой адмирал», «Москвички», при этом подчеркнул, что есть и много совершенно новых песен — «Верка», «Свои», «А заря», «Календарь» и другие. 
В альбоме присутствуют дуэты с Григорием Лепсом, Никитой Михалковым и Викторией Дайнеко, при этом, все дуэтные композиции записаны в альбоме также и в сольном исполнении. Работа впервые за всю историю группы производилась только в студии центра Игоря Матвиенко (за исключением записи ударных инструментов в «Vintage studio»). Также для сотрудничества были приглашены известные музыканты — как ранее работавшие, так и новые, работающие с ПЦ Игоря Матвиенко. В июле на песню «А заря» был снят видеоклип с участием Дмитрия Дюжева и Сергея Безрукова, а сама песня стала саундтреком к фильму «Каникулы строгого режима». Композиции «Верка», «Мой адмирал», «Всё опять начинается», удостоились награды Золотой граммофон.
22 и 23 февраля 2009 года в Государственном Кремлёвском дворце прошли юбилейные концерты «Любэ. Свои 20 лет». Была представлена новая программа и лучшие песни за 20 лет. После проведения главного сольного концерта группа отправилась в тур по городам России, ближнего и дальнего зарубежья. 19 апреля 2009 года, возвращаясь с пасхальной службы, в автомобильной катастрофе погиб хормейстер и бэк-вокалист группы Анатолий Кулешов.
В начале декабря на сайте газеты «Комсомольская правда» было открыто голосование по самым популярным людям года. В нём приняли участие 290 тыс. респондентов. Читатели газеты назвали «Любэ» группой года, отдав ей 28 % своих голосов.

### 2010—2013 годы
В 2010 году Николай Расторгуев стал депутатом Государственной думы пятого созыва от Ставропольского края, войдя в состав Комитета Государственной Думы по культуре. В связи с этим группа проводит концерты и является участником акций правящей партии «Единая Россия» и молодёжного движения «Молодая Гвардия». В этом же году, проработав в группе 10 лет, из «Любэ» уходит гитарист Алексей Хохлов. Тогда же Николай Расторгуев стал играть на электрогитаре, помимо акустической.
В феврале 2012 года к юбилею Николая Расторгуева (55 лет) прошёл концерт группы «Любэ» в «Crocus City Hall». К этой дате был приурочен выход сборника лучших песен группы «Любэ» на двух дисках под названием «55» (в честь даты юбилея). В это же время в состав группы были введены два новых бэк-вокалиста: Павел Сучков и Алексей Кантур.
В этом же месяце группой «Любэ» совместно с группами «Корни» и «In2Nation» (все являются проектами центра Игоря Матвиенко) специально для фильма «Август. Восьмого» (режиссёр Джаник Файзиев) была записана песня «Просто любовь». Позже, на неё был снят видеоклип, а сама песня удостоилась награды «Золотой Граммофон».
19 февраля 2013 года на официальном канале группы была представлена песня, исполненная дуэтом Николая Расторгуева и Людмилы Соколовой «Долго» (впервые прозвучала в 2012 году в проекте «Две звезды» в дуэте с Екатериной Гусевой), которая стала лауреатом премии «Золотой Граммофон». 

### 2014 — настоящее время
7 февраля, в день открытия Олимпиады в Сочи, группа «Любэ» представила песню «За тебя, Родина-мать». По словам Матвиенко, композиция была посвящена Олимпийским играм.
15 марта 2014 года в СК «Олимпийский» прошёл юбилейный концерт, посвящённый 25-летию группы (12 июня этого же года в День России вышла телевизионная версия концерта). 
13 октября 2014 года на официальном видеоканале группы «Любэ» в «YouTube» появился новый видеоклип «Всё зависит от Бога и немного от нас» с кадрами из сериала «Уходящая натура».
23 февраля 2015 года вышел новый альбом «За тебя, Родина-мать!», приуроченный к 55-летию композитора и продюсера Игоря Матвиенко и 25-летию группы. Презентация альбома прошла на сцене «Крокус Сити Холл» в Москве, где группа выступила с концертной программой «Комбат».
20 апреля 2015 года на официальном канале группы в YouTube была представлена песня «А зори здесь тихие», записанная совместно группой «Любэ» и офицерами группы «Альфа». Песня является финальной темой к фильму Рената Давлетьярова «А зори здесь тихие…» — новой экранизация одноимённой повести Бориса Васильева, снятая в честь 70-летия Победы в Великой Отечественной войне. 
5 сентября 2015 года, на праздновании Дня Города Люберцы, была открыта скульптура под названием «Ребята с нашего двора» (рабочее название — «Дуся-агрегат»), посвящённая группе «Любэ». Скульптурная композиция расположена в пешеходной зоне на улице Смирновская. Памятник планировалось назвать «Дуся-агрегат», как и песню группы, написанную в 1989 году и вошедшую в дебютный альбом. Автор скульптуры, Александр Рожников, фигуру Дуси лепил с натуры: ему позировала девушка Анна — работница местной городской администрации, а прообразом парня с гитарой стал Николай Расторгуев. На скамейке написан состав группы «Любэ», как бы вырезанный перочинным ножиком, а на гитаре, что в руках у героя, выгравированы автографы самих музыкантов.
19 апреля 2016 года от черепно-мозговой травмы, полученной при нападении неизвестных 2 апреля того же года, скончался бас-гитарист группы «Любэ» Павел Усанов. Новым бас-гитаристом группы стал Дмитрий Стрельцов, который ранее работал в группе «Моя Мишель».
В канун нового 2019 года вышла новая песня «Гололёд», посвященная памяти Евгения Осина.
22, 23 и 24 февраля 2019 года прошли юбилейные концерты в «Крокус сити холл», посвящённые 30-летию творческой деятельности.
В феврале 2019 года состоялась премьера песни и клипа «Километры» для проекта Жить при участии Сергея Галанина, Вадима Самойлова и Алексея Филатова. В апреле 2019 года совместно с группой «Фабрика» выпущен клип песни «По мосту» — про Крымский мост. В сентябре 2019 года группа презентовала новую песню «Санкт-Петербург, родной», которая была приурочена ко Дню начала блокады Ленинграда. Композиция сделана в традиционной стилистике советской оркестровой эстрады 1950-х годов. Одновременно был выпущен клип, который за несколько дней собрал более 5 млн просмотров в социальных сетях.. 
12 февраля 2021 года состоялась премьера песни «А река течёт», ставшая саундтреком к фильму «Родные».
В феврале 2022 года, к 65-летию лидера группы, вышел двойной сборник лирических песен — «Своё». 
Осенью 2022 года ушел на пенсию по состоянию здоровья бессменный клавишник, аранжировщик и баянист коллектива Виталий Локтев. Также, коллектив покинул гитарист Сергей Перегуда.
24 декабря 2023 году группа стала гостем проекта «Квартирник у Маргулиса».
22 и 23 февраля 2024 года прошли два юбилейных концерта группы Любэ в «Крокус Сити холл» с программой, посвященной 35-летию группы.
В июне 2024 года Spotify удалил официальную страницу группы.
21 февраля 2025 года вышла первая часть трибьют-альбома «Любэ 35. Всё опять начинается», приуроченный к 35-летнему юбилею группы. В записи альбома приняли участие такие артисты, как: Александр Маршал, Гарик Сукачёв, группа «Калинов Мост», Елена Ваенга, группа «Фабрика», Хабиб, Валерий Сюткин и другие.

## Состав группы
Художественный руководитель, продюсер, аранжировка — композитор Игорь Матвиенко

### Текущий состав
- Николай Расторгуев — вокал (1989 — наши дни), электрогитара (2011 — наши дни), акустическая гитара, (1999 — наши дни), Народный артист Российской Федерации
- Сергей Перегуда — гитара (1993—2002, 2007, 2009—2022, 2025 — наши дни)
- Дмитрий Стрельцов — бас-гитара (2016 — наши дни)
- Александр Ерохин — ударные (1991 — наши дни), Заслуженный артист Российской Федерации
- Павел Сучков — бэк-вокал (2012 — наши дни), клавишные (2022 — наши дни)
- Алексей Тарасов — бэк-вокал, перкуссия (1989 — наши дни)
- Алексей Кантур — бэк-вокал (2012 — наши дни)
- Алексей Рябушев — гитара, бэк-вокал (2024 — наши дни)

Практически все песни группы написаны Игорем Матвиенко (музыка), Александром Шагановым (стихи) и Михаилом Андреевым (стихи), саунд продакшн — Игорь Полонский (с 1994 года).

### Бывшие участники
- Ринат Бахтеев — ударные (1989)
- Александр Давыдов — клавишные (1989)
- Вячеслав Терешонок — гитара (1989, 1990—1991, 1992—1993)
- Александр Николаев — бас-гитара (1989, 1990—1991, 1993—1996)
- Анатолий Кулешов — бэк-вокал, перкуссия, дополнительные клавишные (1989—2009), Заслуженный артист Российской Федерации
- Виктор Жук — гитара (1990)
- Виталий Локтев — клавиши, баян (1990—2022), Заслуженный артист Российской Федерации
- Юрий Рипях — ударные (1990—1991), перешёл продюсировать Алёну Свиридову
- Александр Вайнберг — бас-гитара, соло-гитара (1990—1992), Российский политический деятель. Сразу после ухода из «Любэ» организовал группу «Наше дело» (вместе с Олегом Зениным)
- Олег Зенин — бэк-вокал (1991—1992), после ухода из «Любэ» организовал группу «Наше дело» (вместе с Александром Вайнбергом)
- Сергей Башлыков — бас-гитара (1991—1993), открыл школу игры на гитаре в Германии
- Евгений Насибулин — бэк-вокал, бас-гитара, гитара (1991—1995), перешёл в хор им. Пятницкого, затем в Ансамбль Александрова, вместе с музыкантами которого погиб 25 декабря 2016 года в авиакатастрофе под Сочи[60]
- Андрей Данилин — бас-гитара (1996—1997)
- Павел Усанов — бас-гитара (1997—2016)
- Юрий Рыманов — гитара (1998, 2003—2008)
- Алексей Хохлов — гитара (2000—2009)
- Иван Зеленков — гитара, бэк-вокал (2022—2024)[61]
- Серафим Тарасов — бэк-вокал (2022—2024)

### Технический и административный персонал
- Игорь Матвиенко — художественный руководитель, композитор, аранжировщик, продюсер (1989 — наши дни)
- Николай Цветков — звукорежиссёр (? — наши дни)
- Ирина Масленникова — администратор (? — наши дни)

## Дискография
| Название                       | Год выпуска |
| ------------------------------ | ----------- |
| Атас                           | 1989        |
| Кто сказал, что мы плохо жили? | 1992        |
| Зона Любэ                      | 1994        |
| Комбат                         | 1996        |
| Песни о людях                  | 1997        |
| Полустаночки                   | 2000        |
| Давай за…                      | 2002        |
| Рассея                         | 2005        |
| Свои                           | 2009        |
| За тебя, Родина-мать!          | 2015        |

## Премии и награды
| Год  | Награда                                      | Номинированная работа                                                                                | Категория | Результат |
| ---- | -------------------------------------------- | --- | --------- | --------- |
| 1990 | «Песня Года»                                 | «Не губите, мужики»                                                                                  | Песня     | Победа    |
| 1990 | «Песня Года»                                 | «Атас»                                                                                               | Песня     | Победа    |
| 1991 | «Песня Года»                                 | «Станция „Таганская“»                                                                                | Песня     | Победа    |
| 1994 | «Песня Года»                                 | «Дорога»                                                                                             | Песня     | Победа    |
| 1995 | «Песня Года»                                 | «Комбат»                                                                                             | Песня     | Победа    |
| 1996 | «Песня Года»                                 | «Самоволочка»                                                                                        | Песня     | Победа    |
| 1996 | «Золотой Граммофон»                          | «Комбат»                                                                                             | Песня     | Победа    |
| 1997 | «Золотой Граммофон»                          | «Ребята с нашего двора»                                                                              | Песня     | Победа    |
| 1997 | «Песня Года»                                 | «Ребята с нашего двора»                                                                              | Песня     | Победа    |
| 1997 | «Песня Года»                                 | «Скворцы»                                                                                            | Песня     | Победа    |
| 1998 | «Песня Года»                                 | «Там, за туманами»                                                                                   | Песня     | Победа    |
| 1998 | «Золотой Граммофон»                          | «Там, за туманами»                                                                                   | Песня     | Победа    |
| 1999 | «Песня Года»                                 | «Ишо»                                                                                                | Песня     | Победа    |
| 1999 | «Песня Года»                                 | «Не валяй дурака, Америка!»                                                                          | Песня     | Победа    |
| 1999 | «Песня Года»                                 | «Полустаночки»                                                                                       | Песня     | Победа    |
| 1999 | «Песня Года»                                 | «Эх, Москва»                                                                                         | Песня     | Победа    |
| 2000 | «Золотой Граммофон»                          | «Солдат»                                                                                             | Песня     | Победа    |
| 2000 | «Песня Года»                                 | «Солдат»                                                                                             | Песня     | Победа    |
| 2000 | «Золотой граммофон»                          | «Прорвёмся (Опера)»                                                                                  | Песня     | Номинация |
| 2001 | «Песня Года»                                 | «Позови меня тихо по имени»                                                                          | Песня     | Победа    |
| 2001 | «Песня Года»                                 | «Ветер-ветерок»                                                                                      | Песня     | Победа    |
| 2002 | «Песня Года»                                 | «Ты неси меня река (Краса)»                                                                          | Песня     | Победа    |
| 2002 | «Песня Года»                                 | «Давай за…»                                                                                          | Песня     | Победа    |
| 2002 | «Шансон Года»                                | «Ты неси меня река (Краса)»                                                                          | Песня     | Победа    |
| 2002 | «Шансон Года»                                | «Давай за…»                                                                                          | Песня     | Победа    |
| 2002 | «Золотой Граммофон»                          | «Давай за…»                                                                                          | Песня     | Победа    |
| 2003 | «Песня Года»                                 | «Берёзы»                                                                                             | Песня     | Победа    |
| 2008 | «Золотой Граммофон»                          | «Мой адмирал» (Дуэт с Викторией Дайнеко)                                                             | Песня     | Победа    |
| 2009 | «Премия Муз-ТВ»                              | «Мой адмирал» (Дуэт с Викторией Дайнеко)                                                             | Песня     | Номинация |
| 2009 | «Золотой Граммофон»                          | «Верка»                                                                                              | Песня     | Победа    |
| 2009 | «Золотой Граммофон»                          | «А заря» (Вместе с Сергеем Безруковым и Дмитрием Дюжевым)                                            | Песня     | Номинация |
| 2010 | «Золотой Граммофон»                          | «Всё опять начинается»                                                                               | Песня     | Победа    |
| 2012 | «Золотой Граммофон»                          | «Просто любовь» (Вместе с группами «Корни» и «In2nation»)                                            | Песня     | Победа    |
| 2013 | «Золотой Граммофон»                          | «Долго» (Дуэт с Людмилой Соколовой)                                                                  | Песня     | Победа    |
| 2014 | «Золотой Граммофон»                          | «За тебя, Родина-мать!»                                                                              | Песня     | Победа    |
| 2015 | «Золотой Граммофон»                          | «Все зависит от Бога и немного от нас», (в честь юбилейной Церемонии, была исполнена песня «Комбат») | Песня     | Победа    |
| 2015 | «Шансон Года»                                | «Все зависит от Бога и немного от нас»                                                               | Песня     | Номинация |
| 2016 | «Шансон Года»                                | «Все путём»                                                                                          | Песня     | Номинация |
| 2016 | «Шансон Года»                                | «А зори здесь тихие» (Вместе с Алексеем Филатовым и офицерами группы «Альфа»)                        | Песня     | Победа    |
| 2016 | «Золотой Граммофон»                          | «А зори здесь тихие» (Вместе с Алексеем Филатовым и офицерами группы «Альфа»)                        | Песня     | Победа    |
| 2016 | «Шансон Года»                                | «Якоря»                                                                                              | Песня     | Победа    |
| 2016 | «Премия RU.TV»                               | «А зори здесь тихие» (Вместе с Алексеем Филатовым и офицерами группы «Альфа»)                        | Песня     | Победа    |
| 2017 | «Золотой Граммофон»                          | «За бортом»                                                                                          | Песня     | Номинация |
| 2021 | «Российская национальная музыкальная премия» | «А река течёт»                                                                                       | Песня     | Победа    |
| 2024 | «Российская национальная музыкальная премия» | «Дайте вашим детям, наши имена»                                                                      | Песня     | Номинация |
| 2025 | «Российская национальная музыкальная премия» | «Дай ему сил»                                                                                        | Песня     | Номинация |

## Прочие факты
В кинематографе: х/ф «Зона Любэ» (1994)